# Mary Mathews Adams
Mary Mathews Adams (previamente, Mary Mathews Smith y Mary Mathews Barnes; Granard, Irlanda, 23 de octubre de 1840-Redlands, Estados Unidos, 11 de diciembre de 1902) fue una escritora y poetisa estadounidense.

## Biografía
Aunque nació en Irlanda, su familia se trasladó a los Estados Unidos cuando era muy joven. Su padre era un protestante devoto, mientras que su madre era una católica convencida. Mary era la mayor de los hermanos y se formó en el Packer Institute. Ejerció después de profesora durante nueve años.
Se casó con C. M. Smith, con quien vivió durante cinco años en el oeste americano. Al enviudar, regresó a Brooklyn, donde se enfrascó en el estudio de Shakespeare. Su refinado gusto literario quedó patente en sus poemas, siendo Epithalamium el más conocido. Entre sus temas se incluían el romance, el heroísmo y la religión.
Se casó con A. S. Barnes, un conocido editor, en 1883, pero este falleció al poco tiempo. En 1890, en Londres, contrajo matrimonio de nuevo, esta vez con Charles Kendall Adams, presidente de la Universidad Cornell. Disfrutó, así, de la posibilidad de participar de la vida universitaria y expresar sus ideas.
Los problemas de salud que acuciaban al matrimonio los llevaron a trasladarse a California durante el invierno de 1901. Kendall falleció en la localidad de Redlands el 26 de julio de 1902 y, pocos meses después, el 11 de diciembre, Mary murió también.

## Atribución
- Este artículo contiene texto traducido desde una publicación que se encuentra ahora en dominio público: Willard, Frances Elizabeth; Livermore, Mary Ashton Rice (1897). American Women: Fifteen Hundred Biographies with Over 1,400 Portraits : a Comprehensive Encyclopedia of the Lives and Achievements of American Women During the Nineteenth Century. Mast, Crowell & Kirkpatrick.

- Datos: Q6779866
- Multimedia: Mary Mathews Adams / Q6779866